# Reprezentacja Ukrainy w piłce wodnej mężczyzn
Reprezentacja Ukrainy w piłce wodnej mężczyzn – zespół, biorący udział w imieniu Ukrainy w meczach i sportowych imprezach międzynarodowych w piłce wodnej, powoływany przez selekcjonera, w którym mogą występować wyłącznie zawodnicy posiadający obywatelstwo ukraińskie. Za jej funkcjonowanie odpowiedzialny jest Ukraiński Związek Piłki Wodnej (NFWPU), który jest członkiem Międzynarodowej Federacji Pływackiej.

## Historia
Swój pierwszy oficjalny mecz reprezentacja Ukrainy rozegrała w 1992 roku po rozpadzie ZSRR.

## Udział w turniejach międzynarodowych

### Igrzyska olimpijskie
Reprezentacja Ukrainy tylko raz występowała na Igrzyskach Olimpijskich. Najwyższe osiągnięcie 12. miejsce w 1996 roku.
- 1992: nie uczestniczyła
- 1996: 12. miejsce
- 2000: nie zakwalifikowała się
- 2004: nie zakwalifikowała się
- 2008: nie zakwalifikowała się
- 2012: nie zakwalifikowała się
- 2016: nie zakwalifikowała się

### Mistrzostwa świata
Dotychczas reprezentacji Ukrainy żadnego razu nie udało się awansować do finałów MŚ.

### Puchar świata
Ukraina żadnego razu nie uczestniczyła w finałach Pucharu świata.

### Mistrzostwa Europy
Ukraińskiej drużynie 3 razy udało się zakwalifikować do finałów ME. W 1995 osiągnęła najwyższe 7. miejsce.
- 1993: 11. miejsce
- 1995: 7. miejsce
- 1997: 11. miejsce
- 1999: nie zakwalifikowała się
- 2001: nie zakwalifikowała się
- 2002 (Europa B): 2. miejsce
- 2003: nie zakwalifikowała się
- 2004 (Europa B): 7. miejsce
- 2006: nie zakwalifikowała się
- 2007 (Europa B): 5. miejsce
- 2008: nie zakwalifikowała się
- 2009 (Europa B): 9. miejsce
- 2010: nie zakwalifikowała się
- 2012: nie zakwalifikowała się
- 2014: nie zakwalifikowała się
- 2016: nie zakwalifikowała się